# Pilea trianthemoides
Pilea trianthemoides, la planta de artillería (nombre común de varias especies), es una especie de arbustos o subarbustos de la familia Urticaceae, originaria de Florida y las islas del Caribe, donde crece en lugares baldíos y matorrales húmedos. Florece todo el año.